# NGC 2953
NGC 2953 este o galaxie situată în constelația Leul. A fost descoperită în  de către .